# Хобшайд
Хобшайд (люкс. Habscht, фр. и нем. Hobscheid) — коммуна в Люксембурге, располагается в округе Люксембург. Коммуна Хобшайд является частью кантона Капеллен. В коммуне находится одноимённый населённый пункт.
Население составляет 3026 человек (на 2008 год), в коммуне располагаются 1275 домашних хозяйств. Занимает площадь 17,55 км² (по занимаемой площади 68 место из 116 коммун). Наивысшая точка коммуны над уровнем моря составляет 389 м. (70 место из 116 коммун), наименьшая 242 м. (56 место из 116 коммун).

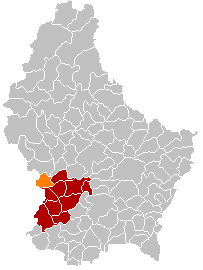
Оранжевый цвет - коммуна Хобшайд, красный - кантон Капеллен.